# 氣志團綾小路セロニアス翔のオールナイトニッポン
氣志團 綾小路セロニアス翔のオールナイトニッポン（きしだん あやのこうじセロニアスしょうのオールナイトニッポン）はニッポン放送の深夜放送オールナイトニッポンにて、氣志團の綾小路翔がパーソナリティを担当したラジオ番組である。

## 概要
- 番組はコーナーよりもトーク中心だった。
- 2003年3月にニッポン放送が『LF+R』としての編成を終了したが、番組は継続した。
- 一時、オープニングで「BITTERSWEET SAMBA」ではなく「BITTERSWEET CARNIVAL」を使用したことがある。この曲は「BITTERSWEET SAMBA」と氣志團の「One Night Carnival」を合わせたアレンジ版となっている。
- レギュラー放送は2003年9月に終了したが、その後は、単発で放送されている。また、2017年10月から12月にかけて、オールナイトニッポンPremiumの月曜担当で、レギュラー番組として復活した。

## 放送時間

### レギュラー
- 2001年10月～2002年9月 金曜r 27:00-29:00
  - 28:30-29:00は「岸田健作のオールナイトニッポンR」を放送。
- 2002年10月～2003年3月 金曜com 25:00-27:00
- 2003年4月～2003年9月 金曜1部 25:00-27:00
- 2017年10月～12月 月曜プレミアム 19:00-20:50

### 単発特番
2003年と2004年は金曜1部で放送した。
それ以降は『オールナイトニッポンGOLD』として放送されている。（『オールナイトニッポン MUSIC10』を休止して放送することもある。）番組名は「氣志團 綾小路セロニアス翔のオールナイトニッポンGOLD」である。
- 2003年10月24日 金曜1部 25:00-27:00
- 2004年3月12日 金曜1部 25:00-27:00
- 2012年6月22日 金曜GOLD 22:00-23:50 [注 1]
- 2013年8月29日 木曜GOLD 22:00-23:50 [注 2]
- 2014年9月5日 金曜GOLD 22:00-23:30 [注 3][注 4]
- 2015年3月24日 火曜GOLD 22:00-24:00（『綾小路翔と武田梨奈のオールナイトニッポンGOLD』として放送[注 5]）
- 2020年9月17日 木曜 22:00-24:00 [注 6][注 7][注 5]
- 2021年7月23日 金曜GOLD 22:00-24:00 [注 3][注 4][注 5]
- 2022年8月3日 水曜 22:00-24:00 [注 6][注 5]

## コーナー

### ツッパリ・グローバルコミュニケーション
ヤンキーの格好や格好よさを研究するコーナー。

### アドマチック 浜省
浜田省吾をリスペクトした人の目撃情報チクリコーナー。内容はリスナーの創作ネタである。
人気の高いコーナーであったため、後に朝基まさしが漫画化した。

### オレんとここないか選手権
氣志團のデビュー曲「One Night Carnival」の歌詞「オレんとここないか?」をアレンジするコーナー。

### イメージ・ダウン
芸能人に新しいキャッチフレーズをつけるコーナー。
BOØWYのイメージダウンの曲に乗せて、紹介。